# فرودگاه اتل
فرودگاه اتل (به انگلیسی: Ethel Airport) یک فرودگاه خصوصی است که یک باند فرود چمن و برف دارد و طول باند آن ۸۵۵ متر است. این فرودگاه در کشور کانادا قرار دارد و در ارتفاع ۳۵۷ متری از سطح دریا واقع شده است.